# サーンキヤ学派
サーンキヤ学派（サーンキヤがくは、梵: साङ्ख्यदर्शनम्、Sāṅkhya-darśana）とは、インド哲学の学派のひとつで、現代では六派哲学の1つに数えられる。世界の根源として、精神原理であるプルシャ（神我、自己）と物質原理であるプラクリティ（自性、原質）という、2つの究極的実体原理を想定する。厳密な二元論であり、世界はプルシャの観照を契機に、プラクリティから展開して生じると考えた。
サーンキヤ学、あるいはサーンキヤとも。また、Sāṅkhya(サーンキヤ)は「数え上げる」「考え合わせる」という意味で、数論（旧字体: 數論）、数論派、数論学派とも。
また、夏目漱石に影響を与え、無関心こと非人情をテーマにした実験的小説『草枕』が書かれた。

## 歴史
「サーンキヤ」という語は『マハーバーラタ』において、知識によって解脱するための道のことを意味していた。
時系列的に古いところから説明すると、サーンキヤ学派を開いたのはカピラでその弟子にパンチャシカがいた、とされている。だがカピラやパンチャシカについて伝承されていることはあまりに伝説的で、彼らについて確かなことはよく分かっていない。サーンキヤ思想を特徴づけている二元論的な考え方は、カピラが思いついたといったものではなく、時代を遡れば『リグ・ヴェーダ』にあったものである。サーンキヤの特徴的な諸概念は『マハーバーラタ』の一部をなす『バガヴァッド・ギーター』（紀元前数世紀ころの文献）に残されている。他に、サーンキヤ思想に言及するものには「モークシャ・ダルマ」、医学書『チャラカ・サンヒター』などがある。仏教の『ブッダチャリタ』でも言及されている。こうした資料によって、ひとことでサーンキヤと言っても、初期には様々な説が含まれていたことが判っている。そしてそれらの様々な説が3世紀ごろ、ヴァールシャガニヤの『シャシュティ・タントラ』(Ṣaṣṭitantra、六十科論)において体系化され、教義化したのだろうと考えられている（ただし、『シャシュティ・タントラ』は現存せず、その内容については、あくまで他の文書内での言及をもとにして推察されているにすぎない）。4～5世紀ころに、イーシュヴァラクリシュナによって『サーンキヤ・カーリカー（頌、じゅ）』という、学説綱要が書かれたが、これは現存する最古の文言である。この書は「『シャシュティ・タントラ』の要点をまとめた」とも語られるが、実際には『シャシュティ～』の後に生まれた思想も含めて解説されている。ここまでが「古典サーンキヤ」と呼ばれている。
15世紀ころに『サーンキヤ・スートラ』、16世紀ころに『タットヴァ・サマーサ』が書かれた。これらの内容は古典的学説に沿ったものである。このころには、サーンキヤ学派は衰退しており、ヴェーダンタ学派が優勢になっていた。16世紀後半になるとヴィジュニャーナビクシュが『プラヴァチャナ・バーシャ』という、『サーンキヤ・スートラ』についての注釈書を著したが、勢力優勢なヴェーダンタに追いつくために有神論的な考え方を採用したものでもある。

## 思想

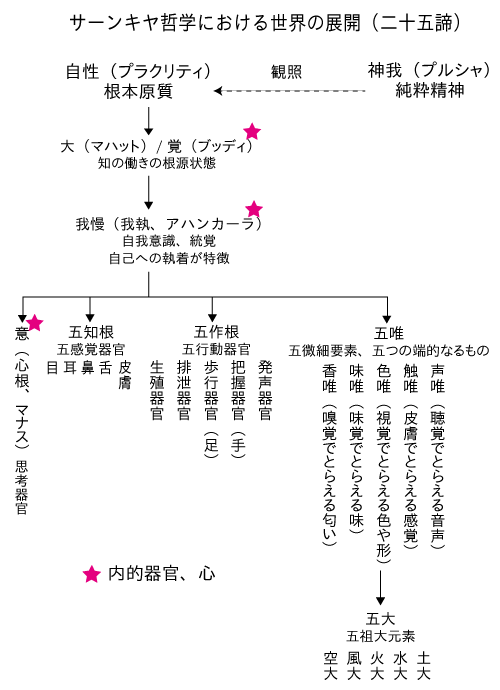
サーンキヤ哲学における世界展開（二十五諦）

サーンキヤ学派は厳密な二元論を特徴とし、その徹底性は世界の思想史上でも稀有のものである。世界はある一つのものから展開し、あるいはこれが変化して形成されるという考え方をパリナーマ・ヴェーダ（転変・開展説）といい、原因の中に結果が内在するという因中有果論であるが、ヴェーダ・ウパニシャッドの一元論や、プラクリティ（根本原質）からの世界展開を主張するサーンキヤ学派はこれにあたる。精神原理であるプルシャは永遠に変化することのない実体である、とし、それに対し物質原理であるプラクリティを第一原因とも呼ぶ。プラクリティには、サットヴァ（sattva/ सत्त्व 、純質）、ラジャス（Rajas/ रजस्、激質）、タマス（tamas/ तमस्、翳質・闇質）という相互に関わるトリ・グナ（tri-guṇa、3つの構成要素, 三特性、三徳）があり、最初の段階では平衡しており、平衡状態にあるときプラクリティは変化しない、とする。
しかしプルシャの観察（観照、関心）を契機に平衡が破れると、プラクリティから様々な原理が展開（流出）してゆくことになる。プラクリティから知の働きの根源状態であるブッディ（Buddhi, 覚）またはマハット（mahat, 大）が展開され、さらに展開が進みアハンカーラ（Ahaṅkāra, 我慢または我執, 自我意識。アハンは「私」、カーラは「行為」を意味する）が生じる。アハンカーラの中のトリ・グナの均衡がラジャスの活動によって崩れると、これからマナス（意, 心根、Manas、思考器官）、五感覚器官（Jñānendriya、五知根、目・耳・鼻・舌・皮膚）、五行動器官（Karmendriya、五作根、発声器官・把握器官（手）・歩行器官（足）・排泄器官・生殖器官）、パンチャ・タンマートラ（五唯または五唯量、Pañca Tanmātra、五微細要素, 五つの端的なるもの）が展開して生じる。パンチャ・タンマートラは感覚器官によって捉えられる領域を指し、声唯（聴覚でとらえる音声）・触唯（皮膚でとらえる感覚）・色唯（視覚でとらえる色や形）・味唯（味覚でとらえる味）・香唯（嗅覚でとらえる香り・匂い）である。この五唯から五大（パンチャ・ブータまたはパンチャ・マハーブータ（Pañca Mahābhūta）、五粗大元素）が生じる。五大は、土大（Pṛthivī, プリティヴィーもしくはBhūmi, ブーミ）・水大（Āpa, アーパもしくはJala, ジャラ）・火大（Agni, アグニもしくはTejas, テージャス）・風大（Vāyu, ヴァーユ）の4元素に、元素に存在と運動の場を与える空大（Ākāśa, アーカーシャ, 虚空）を加えた5つである。プルシャはこのような展開を観察するのみで、それ自体は変化することがない。
「プルシャ、プラクリティ、ブッディ（マハット）、アハンカーラ、十一根（マナス・五感覚器官・五行動器官）、パンチャ・タンマートラ、パンチャ・ブータ」を合わせて「二十五諦」（二十五の原理）と呼ぶ。（「諦（Tattva）」は真理を意味する。）
ブッディは、プラクリティから展開して生じたもので、認識・精神活動の根源であるが、身体の一器官にすぎず、プルシャとは別のものである。ブッディの中のラジャスの活動でさらに展開が進み、アハンカーラが生じる。これは自己への執着を特徴とし、個体意識・個別化を引き起こすが、ブッディと同様に物質的なもので、身体の中の一器官とされる。アハンカーラは、物質原理であるプラクリティから生じたブッディを、精神原理であるプルシャであると誤認してしまう。これが輪廻の原因だと考えられた。プルシャはプラクリティを観照することで物質と結合し、物質に限定されることで本来の純粋清浄性を発揮できなくなる。そのため、「ブッディ、アハンカーラ、パンチャ・タンマートラ」の結合からなり、肉体の死後も滅びることがない微細身（みさいしん、リンガもしくはリンガ・シャリーラ（liṅga‐śarīra））はプルシャと共に輪廻に囚われる。プルシャは本性上すでに解脱した清浄なものであるため、輪廻から解脱するには、自らのプルシャを清めてその本性を現出させなければならない。そのためには、二十五諦を正しく理解し、ヨーガの修行を行わなければならないとされた。
つまりサーンキヤ学派にとって涅槃とは、プルシャ（自己）がプラクリティに完全に無関心となり、自己の内に沈潜すること（Kaivalya、独存、カイヴァリヤ）だった。
サーンキヤ学派はヨーガ学派と対になり、ヨーガを理論面から基礎付ける役割を果たしている。

## 受容

### 金七十論
東アジアでは、サーンキヤは「数論」と呼ばれ、『大毘婆沙論』や『倶舎論』の批判対象として知られていた。特に、6世紀の真諦訳『金七十論』によって思想が伝えられた。『金七十論』は、『サーンキヤ・カーリカー』の注釈書の漢訳だが、サンスクリット原本は伝わらない。
日本では、江戸時代の元禄10年（1697年）に和刻本が出版されて以来、明治までヴァイシェーシカ学派の『勝宗十句義論』とともに盛んに研究され、多くの注釈書が著された。主な注釈者に、暁応・法住・快道がいる。
明治37年（1904年）には、高楠順次郎によりフランス語訳が作られた。

### 夏目漱石
サーンキヤの涅槃観は、夏目漱石に影響を与えたことでも知られる。漱石は、一高時代に井上哲次郎によるサーンキヤ哲学の講義を受けて感銘を受け、無関心こと非人情をテーマに『草枕』を著した。

## 日本の研究者
- 山口恵照
- 佐保田鶴治